# Pep Sánchez
Josep Sánchez Gavilán (Llagostera, 27 de marzo de 1971), también conocido como Pep Sánchez, es un periodista de videojuegos español, fundador y director ejecutivo de MeriStation, mayor revista electrónica del sector en habla hispana.

## Biografía
Nacido en Llagostera, en la provincia de Gerona, Pep Sánchez trabajaba en el restaurante Can Meri, propiedad de sus padres y del que saldría el nombre de su futura revista. En 1992, el restaurante se convirtió en un cibercafé en el que Pep con amigos probaba videojuegos para computadora con la intención de demostrar que podían tener tanta potencia como los de PlayStation, tras su lanzamiento en 1995. Con el tiempo, se decidió a publicar en la página web del local críticas de videojuegos que escribían los mismos que llegaban al cibercafé a jugarlos, y en el año 1997 por fin Pep creó junto a un grupo de aficionados (Elena Avellaneda, Félix de la Concepción, Jordi Espunya, Eduardo Paradinas, Oroel Praena, Xabier G. Santos) la página de MeriStation.
Desde los inicios de la publicación, Pep mantuvo contactos con el Grupo Prisa, fruto de los cuales coordinó entre 1998 y 2009 la sección de tecnología del periódico El País. Un acuerdo entre ambas partes en 2002 establecía la posibilidad de que el grupo generalista pudiera comprar MeriStation, lo que se materializó en 2007 cuando, con el pretexto de un cambio injustificado de servidores, Prisacom (filial de Prisa) decidió adquirir la web, lo que llevó a un juicio que concluyó a favor de Prisa. Un recurso ante el Tribunal Supremo confirmó en 2011 la sentencia anterior, pero tras la compra se permitió a Pep y su equipo continuar trabajando en MeriStation.
Además de redactar artículos y gestionar la página de MeriStation, Pep Sánchez ha participado en conferencias y eventos del mundo del videojuego, como la Tenerife Lan Party o el Curso GameLab de la Universidad de Oviedo. En septiembre de 2006, durante el Tokyo Game Show, Pep Sánchez y Nacho Ortiz, director y jefe de redacción de MeriStation entrevistaron a Ken Kutaragi, creador de PlayStation. Los lectores de la revista hicieron numerosas caricaturas retocando una de las fotografías que recogían el encuentro. Pep Sánchez también ha tomado parte en la política: ha sido concejal y teniente de alcalde de su municipio natal, Llagostera.
Pep estuvo casado con Elena Avellaneda, quien también colaboró en la fundación de la revista, con la que tiene dos hijas.